# My Number One
My Number One, skriven av Christos Dantis och Natalia Germanou, är en sång som framförd av Helena Paparizou vann Eurovision Song Contest 2005 för Grekland. Den släpptes 2005 även på singel.

## Coverversioner
I Dansbandskampen 2009 framfördes låten av Titanix, då Eurovision Song Contest var kvällens tema i deltävlingens andra omgång.
Dream Evil har gjort en metalversion, som gavs ut på skivan United 2006.

## Låtlista
| - Internationell version 1. "My Number One"–2:58 2. "I Don't Want You Here Anymore"–4:09 - Tysk version 1. "My Number One"–2:58 2. "I Don't Want You Here Anymore"–4:09 3. "O.K."–2:58 4. "My Number One" (Music video) - Svensk version 1. "My Number One"–2:58 2. "My Number One" (Instrumental)–2:58 | - Amerikansk version 1. "Josh Harris Radio Mix"–3:38 2. "Norty Cotto's My Radio Lover Mix"–3:29 3. "Original Radio"–2:55 4. "Georgie's #1 Radio Anthem Mix"–3:18 5. "Mike Cruz Radio Mix"–4:03 6. "Chris "The Greek" Panaghi Radio Mix"–3:35 7. "Valentino's Radio Epic Mix"–3:02 8. "Josh Harris Vocal Club Mix"–6:53 9. "Norty Cotto's My Clubber Lover Mix"–6:57 10. "Georgie's #1 Anthem Mix"–7:00 11. "Mike Cruz Vox Mix"–9:44 |

## Släpphistorik
| Land          | Datum           | Skivmärke     | Format                         |
| ------------- | --------------- | ------------- | ------------------------------ |
| Grekland      | 24 mars 2005    | Sony BMG      |                                |
| Sverige       | 4 maj 2005      | Bonnier Amigo | CD-singel, Nerladdning         |
| Finland       | 4 maj 2005      | Bonnier Amigo | CD-singel, Nerladdning         |
| Danmark       | 30 maj 2005     | Bonnier Amigo | CD-singel, Nerladdning         |
| Norge         | 30 maj 2005     | Bonnier Amigo | CD-singel, Nerladdning         |
| Tyskland      | 30 maj 2005     | Sony BMG      | CD-singel, Nerladdning         |
| Österrike     | 30 maj 2005     | Sony BMG      | CD-singel, Nerladdning         |
| Nederländerna | 6 juni 2005     | Sony BMG      | CD-singel                      |
| Belgien       | 6 juni 2005     | Sony BMG      | CD-singel                      |
| Portugal      | 7 juni 2005     | Sony BMG      | CD-singel                      |
| Italien       | 1 juli 2005     | Sony BMG      | CD-singel, digital nerladdning |
| USA           | 4 juni 2006     | Moda          | Digital nerladdning            |
| USA           | 22 augusti 2006 | Moda          | CD-singel                      |

## Listplaceringar
| Lista (2005)        | Topplacering |
| ------------------- | ------------ |
| Belgien (Flandern)  | 10           |
| Belgien (Vallonien) | 35           |
| Nederländerna       | 24           |
| Schweiz             | 15           |
| Sverige             | 1            |
| Österrike           | 44           |

### Fotnoter
1. 1 2 3 4 5  ”"My Number One" all over Europe!”. Arkiverad från originalet den 29 september 2011. https://web.archive.org/web/20110929170050/http://www.mad.tv/news/?id=18781. MAD TV. läst 25 juli 2005.
2. ↑  ”My Number One (Dance Mixes)”. iTunes. 4 juni 2006. Arkiverad från originalet den 4 november 2012. https://web.archive.org/web/20121104191144/https://itunes.apple.com/WebObjects/MZStore.woa/wa/viewAlbum?id=164117687&s=143441. Läst 7 september 2009.
3. ↑  ”My Number One [SINGLE”]. Amazon.com. 22 augusti 2006. http://www.amazon.com/dp/B000GI3R56. Läst 7 september 2009.
4. ↑  ”Listplacering”. http://www.ultratop.be/nl/showitem.asp?interpret=Helena+Paparizou&titel=My+Number+One&cat=s. Läst 5 maj 2011.
5. ↑  ”Listplacering”. http://www.ultratop.be/fr/showitem.asp?interpret=Helena+Paparizou&titel=My+Number+One&cat=s. Läst 5 maj 2011.
6. ↑  ”Listplacering”. http://dutchcharts.nl/showitem.asp?interpret=Helena+Paparizou&titel=My+Number+One&cat=s. Läst 5 maj 2011.
7. ↑  ”Listplacering”. http://hitparade.ch/showitem.asp?interpret=Helena+Paparizou&titel=My+Number+One&cat=s. Läst 5 maj 2011.
8. ↑  ”Listplacering”. http://swedishcharts.com/showitem.asp?interpret=Helena+Paparizou&titel=My+Number+One&cat=s. Läst 5 maj 2011.
9. ↑  ”Listplacering”. http://austriancharts.at/showitem.asp?interpret=Helena+Paparizou&titel=My+Number+One&cat=s. Läst 5 maj 2011.